# Viking Valley

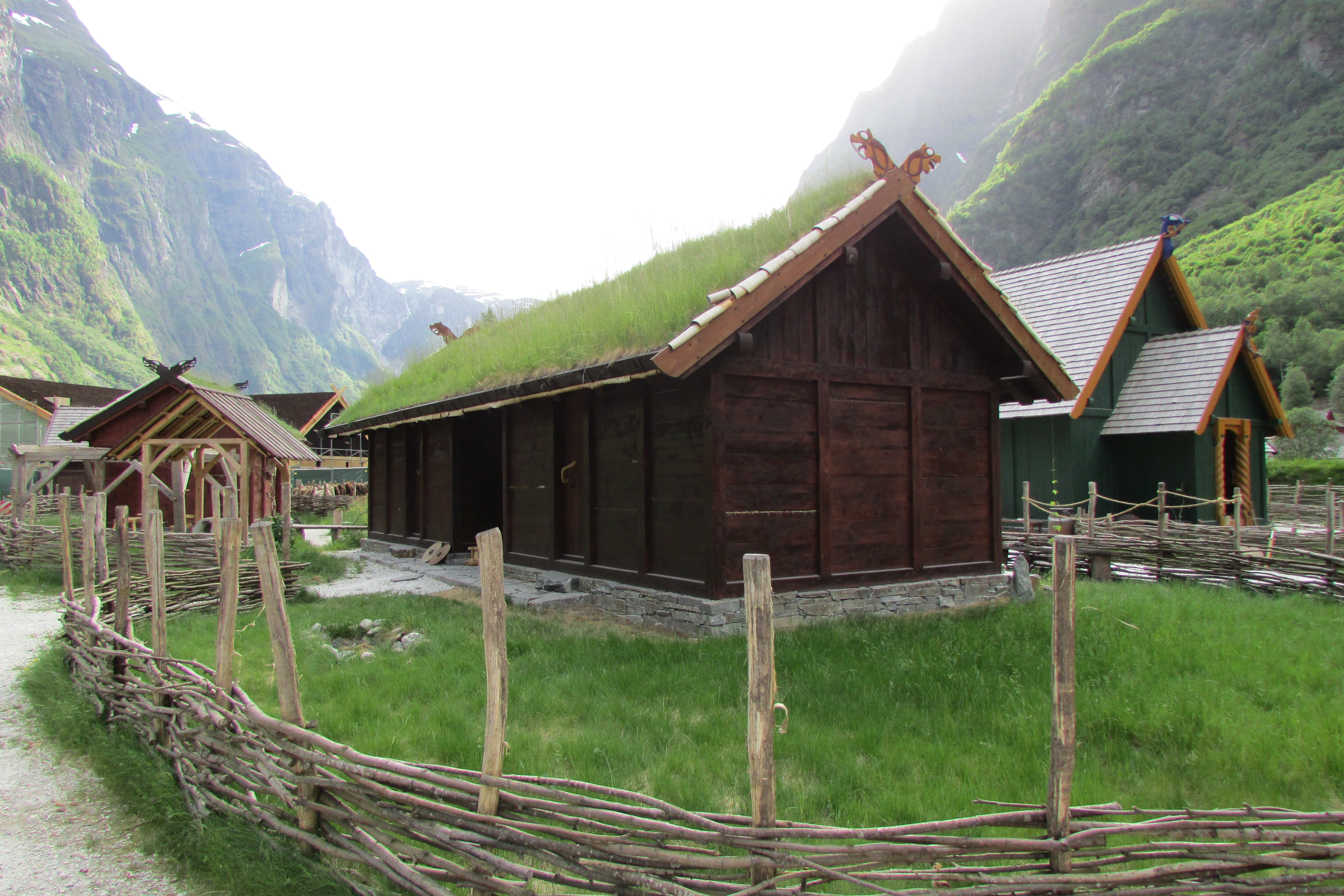
Viking Valley

Viking Valley of Njardarheim is een museum in het Noorse Gudvangen. Het openluchtmuseum belicht de tijd van de Vikingen. In Vikingvalley werd een vikingdorp Njardarheim historisch nagebouwd, met langhuizen.